# Gianluca De Rubertis

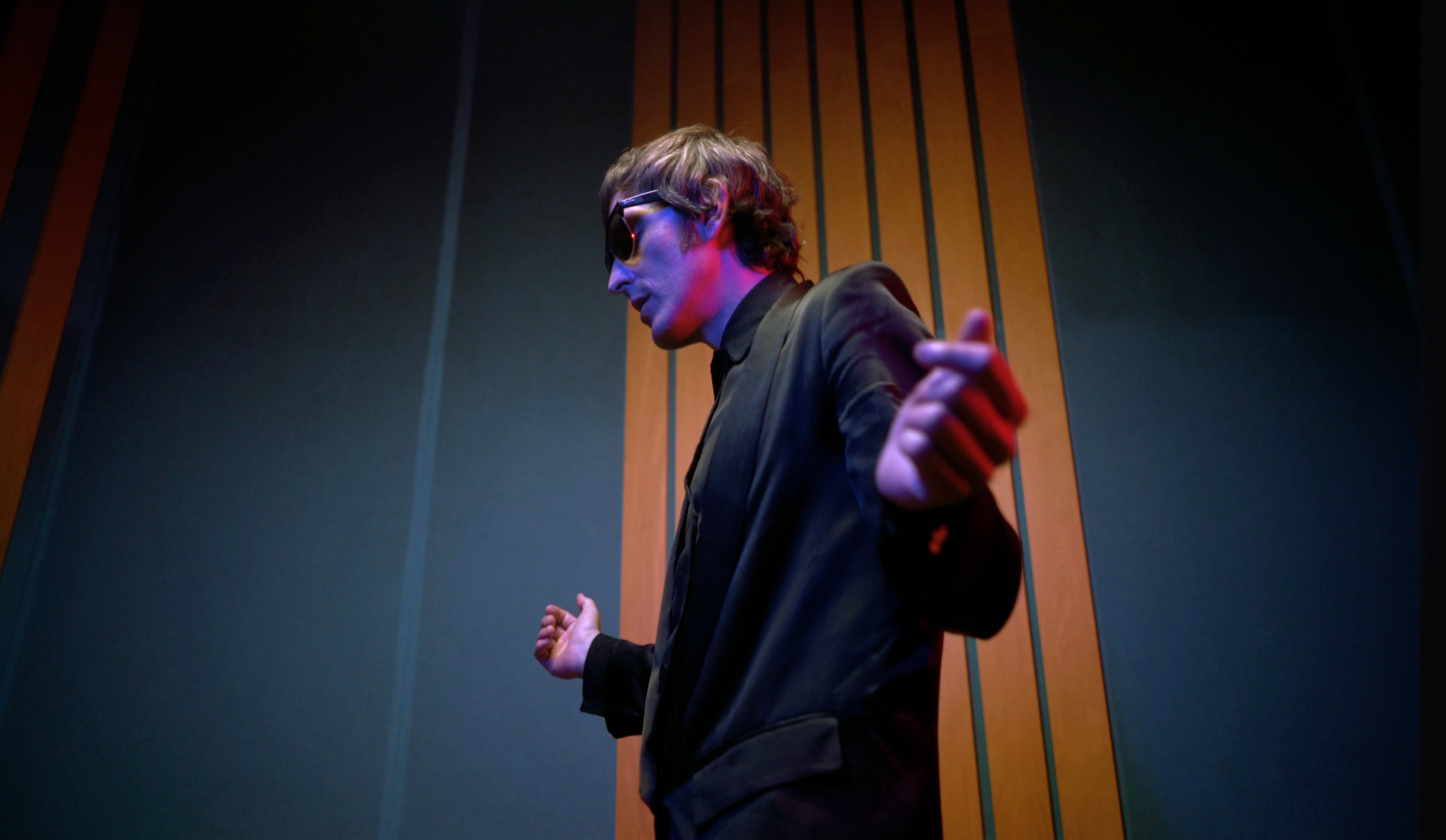

Gianluca De Rubertis (Lecce, 14 novembre 1976) è un musicista e cantautore italiano, ha fondato nel 2001 il gruppo indie Studiodavoli, fatto parte del duo Il Genio insieme ad Alessandra Contini per poi intraprendere nel 2012 la carriera solista.

## Biografia

### Studiodavoli
Gianluca De Rubertis nasce a Lecce e cresce nella vicina Matino dove sperimenta fin da bambino la sua passione per la musica, cimentandosi con il pianoforte.
Nel 2001 fonda insieme alla sorella Matilde De Rubertis, a Riccardo Schirinzi e a Giancarlo Belgiorno, gli Studiodavoli (precedentemente conosciuti come Valvole Davoli), gruppo influenzato dall'indie pop di gruppi come gli Stereolab. Dopo aver partecipato alle finali dell'Arezzo Wave festival nel 2002 pubblicano 2 album entrambi per Record Kicks: Megalopolis (2004) e Decibels for Dummies (2006).

### Il Genio
Nel 2006 si trasferisce a Milano e inizia a collaborare con Alessandra Contini (anche lei leccese), con la quale forma il duo Il Genio. Gianluca è voce, chitarrista e tastierista, mentre Alessandra è voce e bassista.
Nel 2007 Il Genio viene contattato dalla Cramps che, attraverso Disastro Records, permette al duo di incidere e pubblicare l'album d'esordio, intitolato Il Genio, edito a marzo 2008. Il singolo di lancio, Pop porno diventa, ma non subito, un vero e proprio tormentone. Nei primi mesi infatti viene notato da MTV, che ospita Il Genio in alcune apparizioni televisive, e da alcune riviste musicali e di costume e moda (come Vogue Italia e D - la Repubblica delle donne). Il 13 giugno viene realizzato il videoclip e da quel momento il brano diviene un "fenomeno" del web.
Nel settembre 2008 Il Genio vince il premio "Indie Music Like". Nello stesso mese prendono parte alla trasmissione televisiva Quelli che il calcio (Rai Due), dove si esibiscono in diretta. Il singolo Pop porno diventa a questo punto un tormentone grazie alla maliziosità del titolo e al ritornello accattivante. 
In ottobre la Universal Music acquisisce l'album Il Genio in licenza e ne ripubblica una ristampa in novembre contenente due inediti. Nel 2009 Il Genio fa quindi accrescere la propria notorietà, arricchendo il carnet di date in programmazione per il tour.
Nel febbraio 2010 viene registrato il secondo album Vivere negli anni 'X, che viene pubblicato in giugno per Cramps/Disastro Records. Come singolo di lancio viene scelto il brano Cosa dubiti.
In luglio esce lo split album Il lato beat Vol. 1 che vede Il Genio collaborare con Dente nel brano Precipitevolissimevolmente. In ottobre Il Genio prende parte alla realizzazione dell'album Romanzo criminale - Il CD con il brano Roberta.
Nel 2013 esce il terzo disco del duo, Una voce poco fa.

### Solista
Nel 2012 Gianluca De Rubertis lancia il proprio progetto solista, pubblicando l'album Autoritratti con oggetti il 28 marzo per Niegazowana Records. L'album è costituito da 13 tracce e alla realizzazione hanno partecipato tra gli altri Rodrigo D'Erasmo e Roberto Dell'Era degli Afterhours, Gianluca Gambini (collaboratore di Dente), Enrico Gabrielli e Lorenzo Corti (chitarrista e collaboratore di Cesare Basile e de Le luci della centrale elettrica).
Collabora con i Diaframma negli album Niente di serio (2012) e Preso nel vortice (2013).
Nell'ottobre 2015 pubblica il suo secondo album da solista L'universo elegante, in cui è presente il singolo Mai più, realizzato in collaborazione con Amanda Lear. All'album partecipa anche Mauro Ermanno Giovanardi.
Nel 2017 entra in studio con Roberto Dell'Era con il quale realizza un Ep a quattro mani, la raccolta contiene 4 tracce, due cover ("My Valentine" di Paul Mccartney e "Prigioniero del mondo" di Lucio Battisti) e due inediti ("La lunga estate calda" e "Siamo Argento")
Il 23 Ottobre 2020 esce il terzo album in studio La Violenza della Luce, anticipato dal singolo Pantelleria, pubblicato il 4 settembre.
Seguono i singoli "Solo una bocca", novembre 2020 e "La violenza della Luce" con la featuring di Brunori Sas, settembre 2021
Nell'aprile 2023 Gianluca De Rubertis lancia "Le piramidi", il primo singolo di un nuovo album che si intitolerà "L'equazione del destino"
Seguono "Il pellicano" (ottobre 2023) - "Era già tutto previsto" cover del brano di Riccardo Cocciante (novembre 2023) - "Eterno rosso" feat Camilla dei Ros (dicembre 2023) 
"Il concetto di virtù" con la featuring di Dente (gennaio 2024) - "Notte Oscura" (marzo 2024)

## Discografia

### Album in studio
- 2012 - Autoritratti con oggetti (Niegazowana)
- 2015 - L'universo elegante (MArteLabel)
- 2017 - DelleraDerubertis (Ep - Martelabel)
- 2020 - La violenza della luce (Sony Music Italy)
- 2024 - L'equazione del destino (Dafine Produzioni)

### Singoli
- 2012 - Mariangela
- 2012 - Io addio
- 2016 - Mai più (feat. Amanda Lear)
- 2016 - Prima del tuo cuore (feat. Amanda Lear)
- 2020 - Pantelleria
- 2020 - Solo una bocca
- 2021 - La violenza della luce (feat.Brunori Sas)
- 2023 - Le piramidi
- 2023 - Il pellicano
- 2023 - Era già tutto previsto
- 2023 - Eterno Rosso
- 2024 - Il concetto di virtù (feat. Dente)
- 2024 - Notte oscura

### Con gli Studiodavoli
- 2004 - Megalopolis (Recordkicks)
- 2006 - Decibels for Dummies (Recordkicks)

### Con Il Genio
- 2008 - Il Genio (Cramps/Disastro)
- 2010 - Vivere negli anni X (Cramps/Disastro)
- 2013 - Una voce poco fa (Ego Music)